# Кінотеатр імені Т. Г. Шевченка (Славута)
Кінотеатр імені Т. Г. Шевченка — кінотеатр у райцентрі Хмельницької області місті Славуті, улюблений в мешканців осередок культури й дозвілля; є складовою міського Центру культури та дозвілля.
Заклад розташований на площі Шевченка (буд. № 3) і належить Славутській міській раді на правах комунальної власності. 
Загальна площа кінотеатру — 1209,8 м², притому він має одну залу на 500 посадкових місць. 
У верхньому фоє кінотеатру розташований більярдний клуб «Сова». 
В кінотеатрі здійснюється демонстрація вітчизняних та зарубіжних кінофільмів, проходять інші масові заходи.